# 小泉多三郎
小泉 多三郎（こいずみ たさぶろう、1883年〈明治16年〉1月10日 - 1952年〈昭和27年〉8月12日）は日本の政治家。岩手県盛岡市長。

## 来歴
岩手県東和賀郡十二鏑村（のち和賀郡土沢町→東和町現・花巻市）出身。盛岡中学校（現・岩手県立盛岡第一高等学校）を経て、1906年、盛岡高等農林学校（現・岩手大学農学部）卒。樺太民政署に入り、東京営林局などに勤務した。その後、1908年に母校の盛岡高等農林学校の助教授となり、1918年に教授となった。同年に退職後、岩手林業に入り、常務取締役となった。
1929年、盛岡市会議員となり、18年務めた。

### 1947年盛岡市長選挙
盛岡市長選挙に立候補して、社会党の新人を破って初当選を果たした。4月8日に市長に就任した。
※当日有権者数：-人 最終投票率：-%（前回比：-pts）
| 候補者名   | 年齢 | 所属党派   | 新旧別 | 得票数   | 得票率 | 推薦・支持 |
| ---------- | ---- | ---------- | ------ | -------- | ------ | ---------- |
| 小泉多三郎 | 64   | 無所属     | 新     | 21,663票 | 60.3%  | -          |
| 鈴木彦次郎 | 50   | 日本社会党 | 新     | 14,274票 | 39.7%  | -          |

1948年には、岩手銀行監査役にも就任している。1951年に無投票で再選したが、1952年に病床に倒れ、同年6月10日に辞職した。そして、8月12日午後8時33分に死去した。